# Військовий коледж сержантського складу (КПНУ)
Військовий коледж сержантського складу Кам’янець-Подільського національного університету імені Івана Огієнка — навчальний заклад І — ІІ рівнів акредитації, створений на базі Кам'янець-Подільського національного університету імені Івана Огієнка.

## Історія
Військовий коледж створений відповідно до спільного наказу Міністерства освіти і науки України та Міністерства оборони України від 21.09.09 №476/877 “Про додаткові заходи щодо підготовки сержантського складу за освітньо-кваліфікаційним рівнем “молодший спеціаліст” для Збройних Сил України” з метою оптимізації мережі вищих військових навчальних закладів та необхідністю організації підготовки військових фахівців інженерного фаху з освітньо-кваліфікаційним рівнем “молодший спеціаліст” для Збройних Сил України. На даний час у Військовому коледжі проводиться підготовка сержантів (старшин) для Міністерства оборони України, за освітньо-кваліфікаційним рівнем “молодший спеціаліст”. Термін навчання – 2,5 роки .

## Напрямки підготовки
- 0505. Машинобудування та матеріалообробка — 5.05050281 Експлуатація озброєння і техніки інженерних військ
- 1702 Цивільна безпека — 5.17020102 Радіаційний та хімічний контроль
- 0507 Електротехніка та електромеханіка — 5.05070101 Монтаж і експлуатація електроустаткування електростанцій і енергосистем

## Матеріальна база
Для якісної підготовки військових фахівців у Війському коледжі є всі необхідні умови: сучасні навчальні корпуси, лекційні зали, спеціалізовані аудиторії та лабораторії, спортивні комплекси, комп’ютерні класи, навчальний полігон загальною площею близько 270 гектарів, зразково обладнаний парк інженерної техніки, 2 бібліотеки.
На навчальному полігоні, який розташований на відстані всього 0,5 км від території Військового коледжу облаштовано 12 навчальних містечок, машинодром, автодром, стрільбище, польовий табір, плавальний басейн, водойма для проведення занять по будівництву мостів та наведення переправ.
Для удосконалення фізичних та професійних якостей особового складу у Військовому коледжі є сучасні спортивні зали, стадіон, стрілецький тир, спортивні майданчики, смуги перешкод. Працюють секції з різних видів спорту.
Для відпочинку і культурного розвитку курсантів регулярно проводяться концерти майстрів мистецтв, дискотеки, вечори відпочинку, екскурсії, активно діють колективи художньої самодіяльності.
Проживають курсанти в обладнаних, за сучасними вимогами гуртожитках, у яких є усі можливості для повноцінного побуту та відпочинку.
Харчування організовано у курсантській їдальні, крім цього на території Військового коледжу функціонує курсантське кафе.
Для медичних потреб на території Військового коледжу є поліклініка з лазаретом, які оснащені необхідним медичним приладдям і апаратурою, діє стоматологічний кабінет.